# Старшинська школа Української повстанської армії «Олені»

Присяга старшинської школи «Олені». Село Верхня Рожанка Сколівського району Дрогобицької (тепер — Львівської) області. Вересень 1944 р.

Старшинська школа Української повстанської армії «Олені» — третя старшинська школа УПА, організована в Карпатах на початку весни 1944 р.

## Діяльність
До кінця 1943 дала два випуски кандидатів на старшин. Зимою 1943-44 передислокувалась в ліси Сколівщини. Кандидати набрались із сотень УПА, з теренової мережі ОУН, через військові округи.
У лютому 1944 засновано старшинську школу «Олені» в Карпатах, яка дала два випуски (було 2 сотні курсантів по 150 чол): «Олені-1» (березень-липень) та «Олені-2» (липень-жовтень 1944).
У лісі біля с Липа з липня 1944 почала діяти школа «Олені» з другим випуском (липень-жовтень). У зв'язку з наближенням фронту перебрались — біля гори Болт, пізніше біля сіл Рожанка Виж. i Рожанка Нижня Сколівського району Дрогобицької області в зимівники.
Інструктор школи Дмитро Вітовський-«Зміюка» розповідав:

| Військовий вишкіл готував сотенних, курінних та інших командирів для УПА. Всього на вишколі було 218 осіб. Перший вишкіл було випущено в липні 1944, коли було випущено 196 осіб, інші вишкіл через відставання не завершили. |
21 вересня 1944 року присягу випускників приймав віце-президент УГВР о. Іван Гриньох.

Командний склад старшинської школи «Олені» під час заприсяження

На початку жовтня в зв'язку з проривом Червоної армії перейшли фронт (разом з сотнями «Рена», «Різуна»), пізніше вернулись до старого постою під Болтом.
15 жовтня 1944 напали більшовики. Майже весь штаб був знищений. Впало 12 чоловік, між ними Федір Польовий «Поль», Ткачук, «Ждан», «Вуйко», Н.Дзвінка. Вирвався поранений сотник Василь Брилевський («Боровий»-«Босий»), булавний «Зенко» та інші. Перша сотня продовжила вишкіл в лісах біля сіл Ілемня та Суходіл, i в листопаді відбувся випуск.
Політично-пропагандивний вишкіл сотня проводила до травня 1945. Друга сотня передислокувалась в ліс біля села Бубнище (між Сколе i Болеховом) i теж видала посвідчення курсантам (гол. булавні і ст. булавні).

## Командири і інструктори

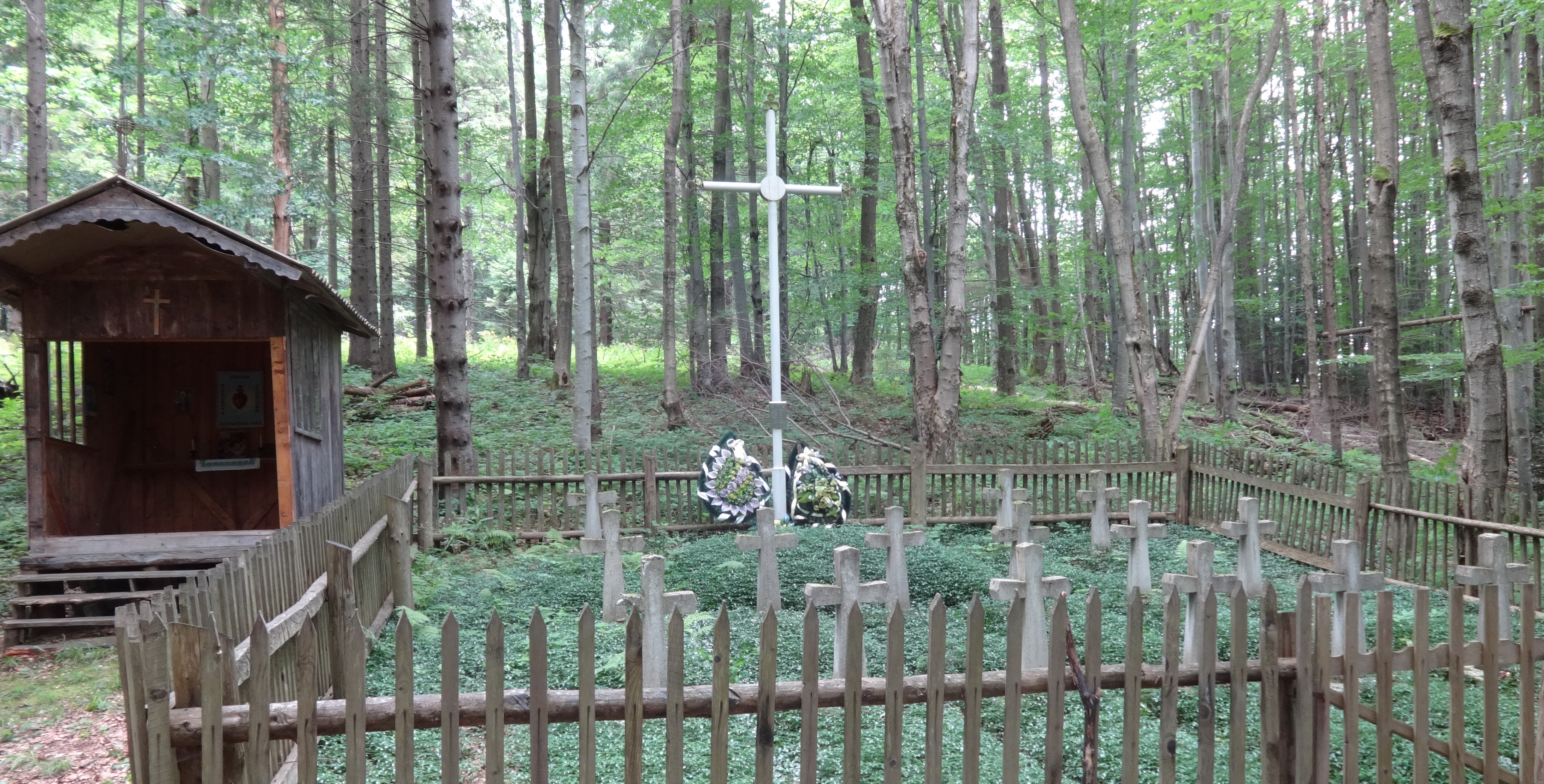
Цвинтар старшини та курсантів старшинської школи Української повстанської армії «Олені» на горі Яворина

Командував школою «Олені» поручник Фрасуляк Степан («Хмель»), а після його призначення 15 травня 1944 начальником військового штабу ВО-4 «Говерла» — Федір Польовий («Поль»).
При командуванні поручника Федора Польового («Поль»), ад'ютанти — спершу хор. «Зміюка» (Дмитро Вітовський), від серпня 1944 — хор. Ткачук, к-р розвідки і зв'язку — «Ждан», політвиховник — «Руслан» (курсант), жандармерія (2 роя) — «Вуйко», сотенні — хор. «Щит», хор. «Коник», лікарі: курінний i 2-ї сотні — «Максимович», 1-ї — «Кум». Капелан - о. Рафаїл (Хомин).
Інструкторський склад: сот. «Береза», сот. «Ярема» — загальна («польова») служба, партизанська тактика, топографія і зв'язок — пор. «Степовий», зброярство — пор. «Кацо», піонірка (інж. справа) — пор. «Крутий», внутр. служба, стріляння, муштра, тощо — сотенні, санітарна справа — лікарі. Заняття — гол. на горі Магура, Скол.